# Jan Morawski (kasztelan)
Jan Morawski herbu Nałęcz (zm. przed 19 stycznia 1717 roku) – kasztelan przemęcki w latach 1697–1716, starosta obornicki w 1672 roku.
Był elektorem Augusta II Mocnego w 1697 roku z województwa poznańskiego, jako deputat podpisał jego pacta conventa. 